# Nóvaia Malínovka
Nóvaia Malínovka (en rus: Новая Малиновка) és un poble de l'óblast de Kírov, a Rússia, segons el cens del 2010 tenia 37. Pertany al districte (raion) de Viàtskie Poliani.